# Brigada Investigadora de Robos
Las Brigadas Investigadoras de Robos (BIRO) son las unidades especializadas de la Policía de Investigaciones de Chile, dedicada exclusivamente a la investigación de hechos constitutivos de los delitos de robo, hurto y sus respectivas derivaciones, entre otros. Dependen de la Jefatura Nacional contra Robos y Focos Criminales (JENACROF) de la Policía de Investigaciones.
Las BIRO cuenta con grupos de trabajo internos, además de contar con una Oficina de Análisis Criminal.
En el año 1974 se crea la Brigada Especial Contra Asaltos (BECA) unidad policial creada por el aumento en los delitos de robo con intimidación, lo que hacían necesario en la época contar con una unidad policial especializada en la materia. Cinco años más tarde, en 1979 BECA cambia de nombre a la Brigada Investigadora de Asaltos (BIA); en 1991 cambia a Prefectura Investigadora de Asaltos (PRIAS), para en 1993 cambiar nuevamente a Comisarías Investigadora de Asaltos (CINA), para finalmente en 1998 pasar a llamarse Brigada Investigadora de Robos (BIRO).